# Henrik Signell
Henrik Signell (født. 2. januar 1976) er en svensk håndboldtræner for Sydkoreas håndboldlandshold for kvinder

## Karriere som håndboldspiller
Som spiller repræsenterede han det svenske landshold én gang, men spillet 48 U18 / U21 landshold kampe og 38 nationale junior kampe

## Meritter som træner
- 3 svenske mesterskab guldmedaljer (kvinder)
- 2 svenske mestre guldmedaljer (mænd, som assistenttræner)
- 3 svenske Junior Championship guldmedaljer (mænd)